# Джафери, Талат
Талат Джафери (макед. Талат Џафери, алб. Talat Xhaferi; род. 15 апреля 1962, Forino, Гостивар) — государственный и политический деятель Республики Северная Македония албанского происхождения. Премьер-министр Северной Македонии с 28 января по 23 июня 2024 года. Занимал должность министра обороны и спикера Собрания Республики Северная Македония.

## Военная карьера
Родился 15 апреля 1962 года в посёлке Форино недалеко от Гостивара, Социалистическая Республика Македония, Социалистическая Федеративная Республика Югославия. Обучался в начальной школе в соседнем поселке Чегране, а затем в Белградской военной средней школе. Учился в Военной академии Югославской народной армии (ЮНА) в Белграде, после окончания проходил службу на командно-штабных должностях в Военной академии «General Mihailo Apostolski» в Скопье. С 1985 по 1991 год был офицером ЮНА, а с 1992 по 2001 год — офицером вооружённых сил Республики Македония.
В 2001 году в Республике Македония разгорелся межэтнический конфликт. Талат Джафери в это время был старшим офицером вооружённых сил Республики Македония и проходил службу в воинской части Тетово. 28 апреля 2001 года в день столкновений в Вейце он был командующим воинским подразделением македонской армии. Затем, спустя несколько дней Талат Джафери дезертировал и вступил в албанскую повстанческую Армию национального освобождения, став командиром 116-й бригады под позывным — «командир Форино». После окончания боевых действий попал под амнистию в соответствии с Охридским соглашением.

## Политическая карьера
С 2004 по 2006 год был заместителем министра обороны Республики Македония, а с 2008 по 2013 год Талат Джафери был депутатом от партии Демократический союз за интеграцию в союзе с консервативной партией Внутренняя македонская революционная организация — Демократическая партия за македонское национальное единство.
В 2012 году Талат Джафери получил известность благодаря своим длительным речам, которые использовались в качестве тактики обструкции для блокирования принятия закона о ветеранах, который предоставил бы льготы ветеранам македонского происхождения, но не учитывал повстанцев Армии национального освобождения.
В 2013 году занял пост министра обороны Республики Македония в кабинете Николы Груевского после отставки Фатмира Бесими. Назначение Талат Джафери на эту должность вызвало протесты как этнических македонцев (в частности, генерала в отставке  Стоянче Ангелова из оппозиционной партии «Достоинство»), так и этнических албанцев. Талат Джафери заявлял, что будет стремиться сделать вооруженные силы Республики Македония «символом совместного существования, терпимости и уважения к различиям».

## Спикер Собрания
В апреле 2017 года Талат Джафери был избран спикером Собрания Республики Македония при поддержке коалиции партий албанского меньшинства и оппозиционной социал-демократической партии СДСМ, что повлекло за собой беспорядки в здании парламента. Партия Внутренняя македонская революционная организация — Демократическая партия за македонское национальное единство назвала происходящие события как «переворот». Впоследствии демонстранты ворвались в здание парламента, избив журналистов и депутатов парламента, ситуацию удалось разрешить силами полиции.

## Награды
- Орден князя Ярослава Мудрого II степени (21 октября 2022 года, Украина) — за значительные личные заслуги в укреплении межгосударственного сотрудничества, поддержку государственного суверенитета и территориальной целостности Украины, весомый вклад в популяризацию Украинского государства в мире[12].